# Brug 1027

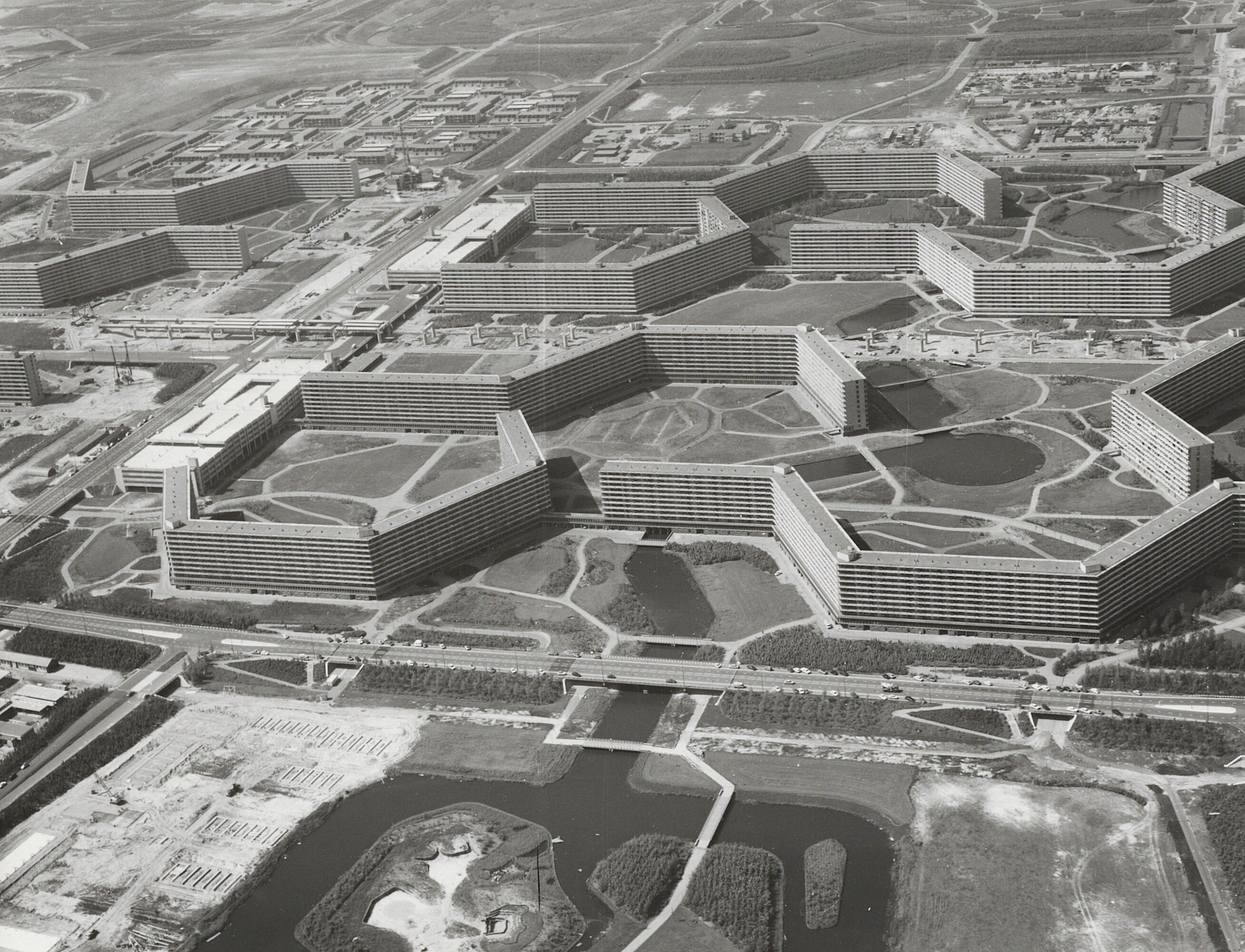
Middenboven T-kruising Groesbeekdreef (links-rechts) en Karspeldreef (boven-beneden); achter Kikkenstein ligt brug 1027 (1973)

Brug 1027 was een bouwkundig kunstwerk in Amsterdam-Zuidoost.
Ze maakte vanaf 1966 deel uit van de infrastructuur van deze toen nog toekomstige woonwijk. Het viaduct stond er jarenlang redelijk ongebruikt bij. In de woonwijk werd een systeem van gescheiden verkeersstromen geïntegreerd. Snelverkeer werd afgewikkeld via dreven op een dijklichaam, langzaam verkeer werd afgewikkeld op straten en paden op maaiveld niveau. Om dit te kunnen realiseren was een groot pakket aan bruggen en viaducten nodig. Deze werden voor het merendeel ontworpen door architect Dirk Sterenberg voor of in samenwerking met de Dienst der Publieke Werken. Sterenberg ontwierp daarbij viaducten en bruggen in allerlei maten. Brug 1027 werd nog getekend als viaduct in de Bijlmermeer, de straatnamen waren nog allemaal niet bekend. Brug 1027 werd gebouwd in wat uiteindelijk de Groesbeekdreef werd, een verbindingsweg tussen de Bijlmerdreef en Karspeldreef. Samen met de 's-Gravendijkdreef vormt het een rechthoek in de G- en K-buurt. Brug 1027 kwam daarbij over een voet- en fietspad te liggen tussen de honingraatflat Kikkenstein en de laagbouw van Kortvoort.
De viaducten van Sterenberg zijn te herkennen aan de afgeronde randplaten, de standaard leuningen, de betegeling van de taluds en betonblokken op het wegdek, zo ook hier. Zelfs de lengte van de brug (17 meter) is “standaard” voor de wijk voor overspanningen in dreven over paden.
Bij nieuw inzicht vanaf de jaren negentig zag de Gemeente Amsterdam dat delen van genoemde rechthoek liever geen weg voor snelverkeer meer bleef, maar een brede stadsstraat. Dit had tot gevolg dat dit stuk Groesbeekdreef (tot en met de Karspeldreef) rond 2002 werd afgegraven en op maaiveldniveau kwam te liggen met een soort ventweg in de hoedanigheid van Krommehoekstraat. Met het afgraven werd brug 1027 gesloopt.
<<< · 1000 · 1001 · 1002 · 1003 · 1004 · 1005 · 1006 · 1007 · 1008 · 1009 · 1010 · 1011 · 1012 · 1013 · 1014 · 1018 · 1028 · 1029 · 1030 · 1032 · 1033 · 1034 · 1035 · 1036 · 1037 · 1038 · 1039 · 1040 · 1041 · 1044 · 1045 · 1046 · 1048 · 1049 · 1050 · 1051 · 1062 · 1063 · 1064 · 1065 · 1066 · 1067 · 1076 · 1077 · 1078 · 1083 · 1090 · 1092 · 1093 · 1094 · 1095 · 1096 · 1097 · 1098 · 1099 · >>>
Brugnummers  1015, 1016, 1017, 1019, 1020, 1021, 1022, 1023, 1024, 1025, 1026, 1027, 1031, 1042, 1043, 1047, 1052/1053 (niet gebouwd), 1054, 1055, 1056, 1057, 1058, 1059, 1060, 1061, 1068, 1069-1075, 1079, 1080, 1081, 1082, 1084-1088, 1089 en 1091 (onbekend) zijn niet meer vergeven. De meesten daarvan zijn gesloopt in verband met sanering Zuidoost. Alle bruggen lagen en liggen in Zuidoost behalve bruggen 1000 en 1002.